# 益田就固
益田 就固（ますだ なりかた）は、江戸時代前期の長州藩毛利家重臣。寄組問田益田家2代。
父は益田景祥。母は児玉元良の娘で、毛利秀就の生母清泰院（二の丸殿）の妹。

## 生涯
慶長7年（1602年）、益田景祥の嫡男として生まれる。生母が児玉元良の娘であったため、藩主毛利秀就の外従兄弟にあたる。秀就から偏諱を与えられ初め就利、のちに就固と名のる。父の景祥から家督を継ぎ、藩の要職に就いて藩政の枢機に関わった。将軍が徳川家光から家綱に代替りした時、毛利家の御判物を認めてもらうために堅田就政、口羽元智とともに当時の老中松平信綱のもとに持参している｡
正保元年（1644年）、自身の給領地である周防国吉敷郡問田に浄土宗「光勝院」（現在は光巌寺）を創建する｡
天和元年（1681年）死去、享年80。家督は甥で養嗣子の就高が継いだ。